# 斗賀野駅
斗賀野駅（とがのえき）は、高知県高岡郡佐川町東組にある、四国旅客鉄道（JR四国）土讃線の駅である。駅番号はK15。標高100 m。

## 歴史
- 1924年（大正13年）3月30日：鉄道省の駅として開設。旅客・貨物営業開始[4]。
- 1942年（昭和17年）7月6日：土佐石灰工業大平山鉱山専用線が運用開始認可[5]。
- 1960年（昭和35年）6月28日：車扱貨物取扱範囲を、専用線発着のものに限定[4]。
- 1969年（昭和44年）10月1日：荷物（手荷物・小荷物）配達取扱廃止[4]。
- 1970年（昭和45年）6月1日：小口扱貨物取扱廃止。これにより、当駅で取扱うのは旅客・手荷物・小荷物と専用線発着車扱貨物のみとなった[4]。
- 1984年（昭和59年）2月1日：荷物扱い廃止[4]。
- 1987年（昭和62年）4月1日：国鉄分割民営化により、JR四国と日本貨物鉄道（JR貨物）が継承[4]。
- 1991年（平成3年）3月16日：土・日・祝日は駅員無配置となる[6]。
- 1992年（平成4年）10月1日：JR貨物の駅（貨物取扱）が廃止[4]。
同時に土佐石灰工業専用線も廃止。この線から多ノ郷駅隣接の大阪セメント（現在の住友大阪セメント）高知工場へセメントの原料である石灰石を発送していた[3]。廃線跡には構造物や線路跡の枕木、こぼれた石灰石などが現存する。
- 2010年（平成22年）10月1日：無人駅化[2][7]。
- 2017年（平成29年）
  - 4月1日：駅舎改修工事完了。
  - 5月8日：トイレ新設工事完了。

## 駅構造
相対式ホーム2面2線を有する地上駅。両開き分岐器を使用しているので、通過列車も50km/h制限を受ける。また、木造駅舎が残っている。無人駅。

### のりば
| のりば | 路線    | 方向 | 行先               |
| ------ | ------- | ---- | ------------------ |
| 1      | ■土讃線 | 上り | 高知・土佐山田方面 |
| 2      | ■土讃線 | 下り | 須崎・窪川方面     |

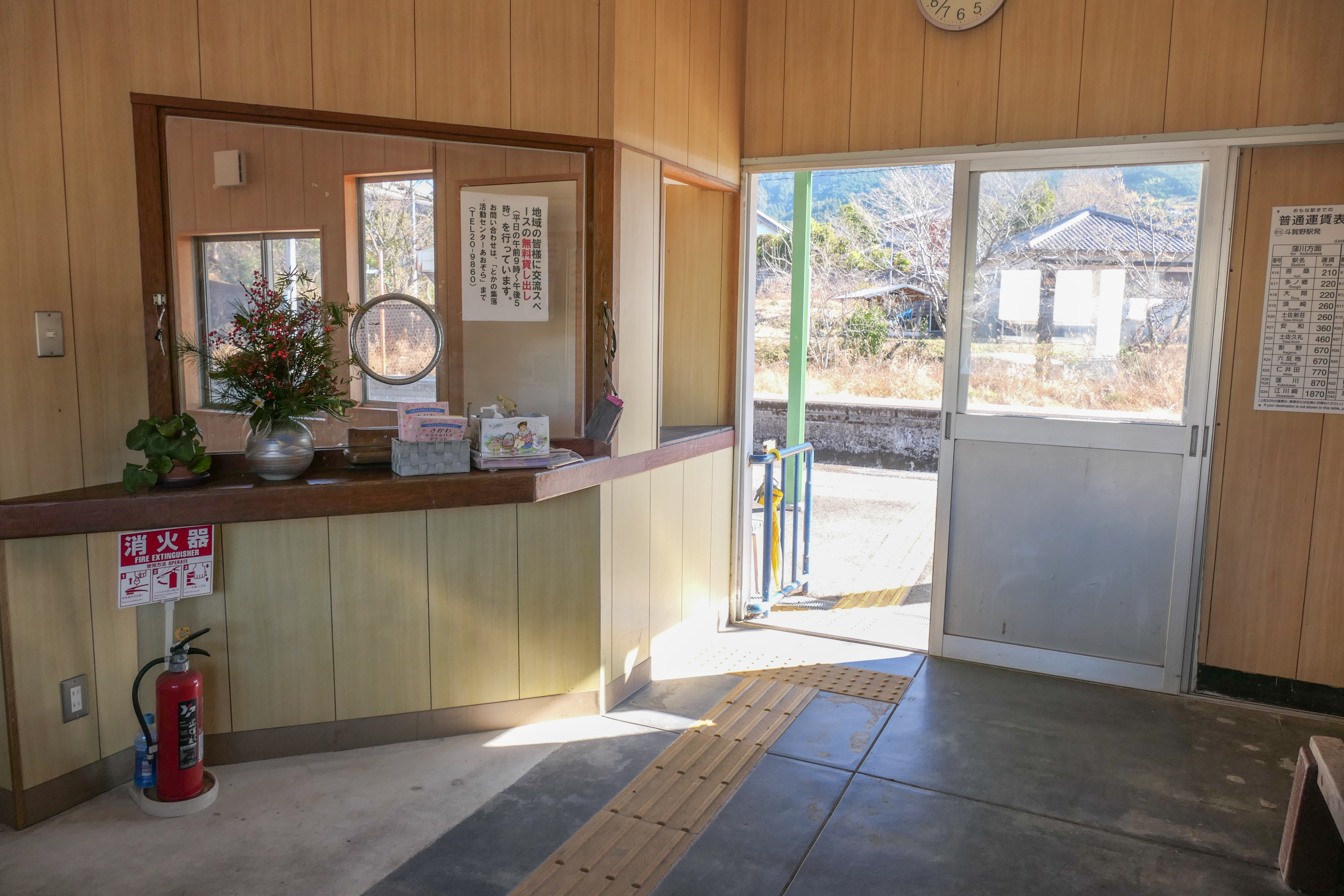
駅舎内（2021年12月）
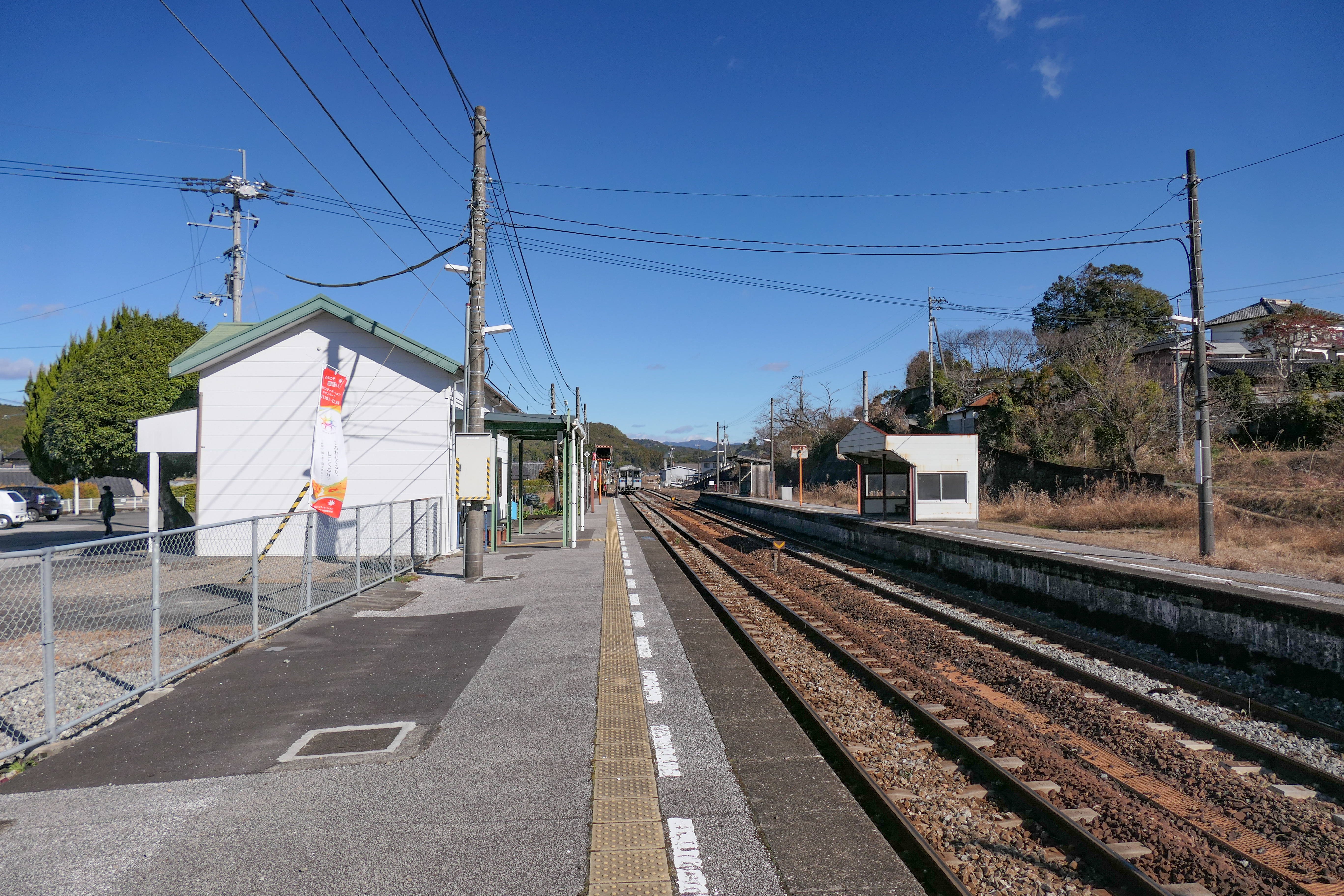
ホーム（2021年12月）
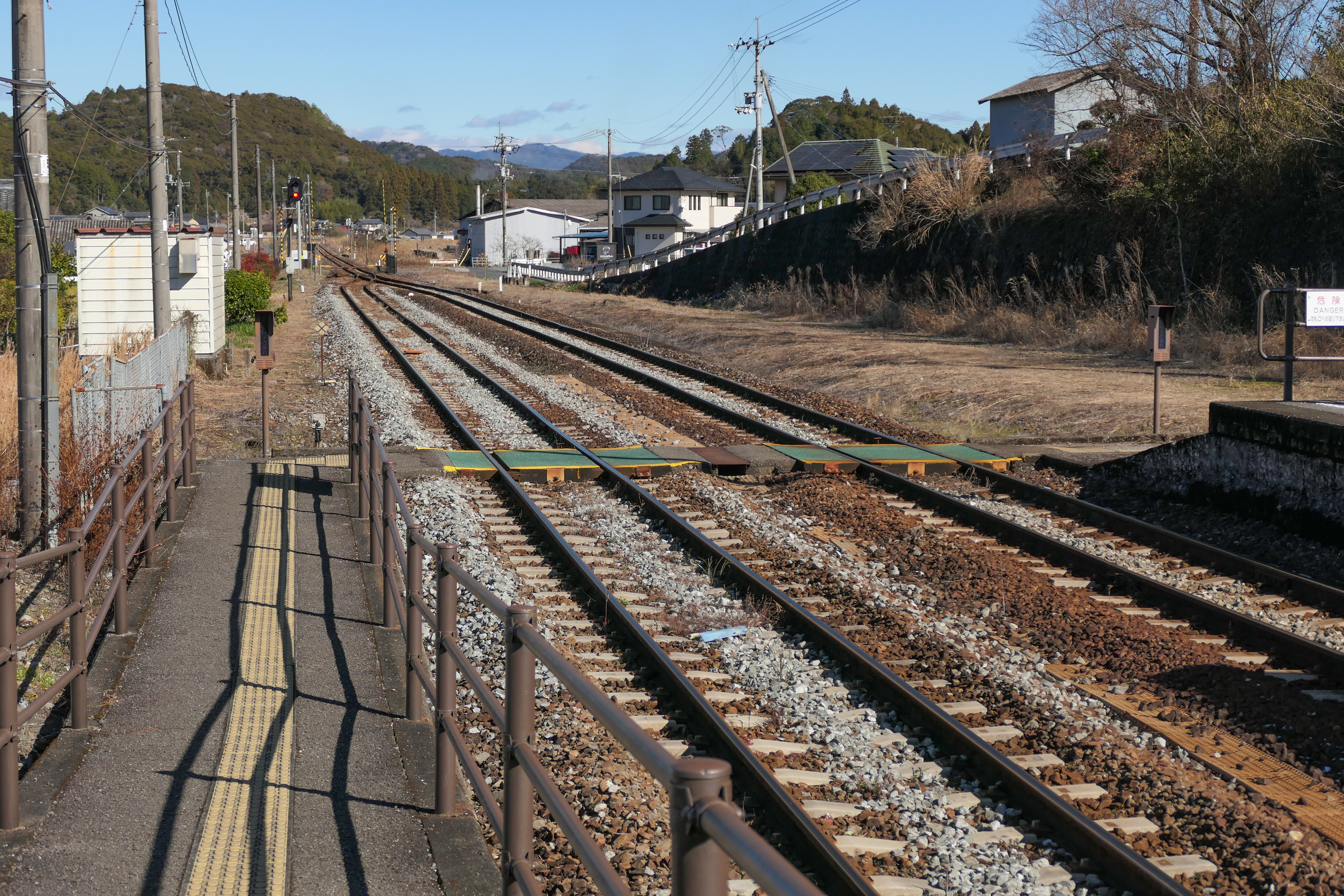
構内踏切（2021年12月）

## 利用状況
| 1日乗降人員推移 | 1日乗降人員推移 |
| 年度            | 1日平均人数     |
| --------------- | --------------- |
| 2011年          | 320             |
| 2012年          | 302             |
| 2013年          | 312             |
| 2014年          | 286             |
| 2015年          | 306             |

## 駅周辺
- 佐川町立斗賀野小学校
- 斗賀野郵便局
- 高知県農業協同組合（JA高知県）斗賀野支所
- 国道494号
- 高知県道308号本郷斗賀野停車場線
- 高知県畜産試験場

## 常備駅
1985年時の常備貨車
- ホキ5200形（鉱石専用）17両、土佐石灰工業所有[9]

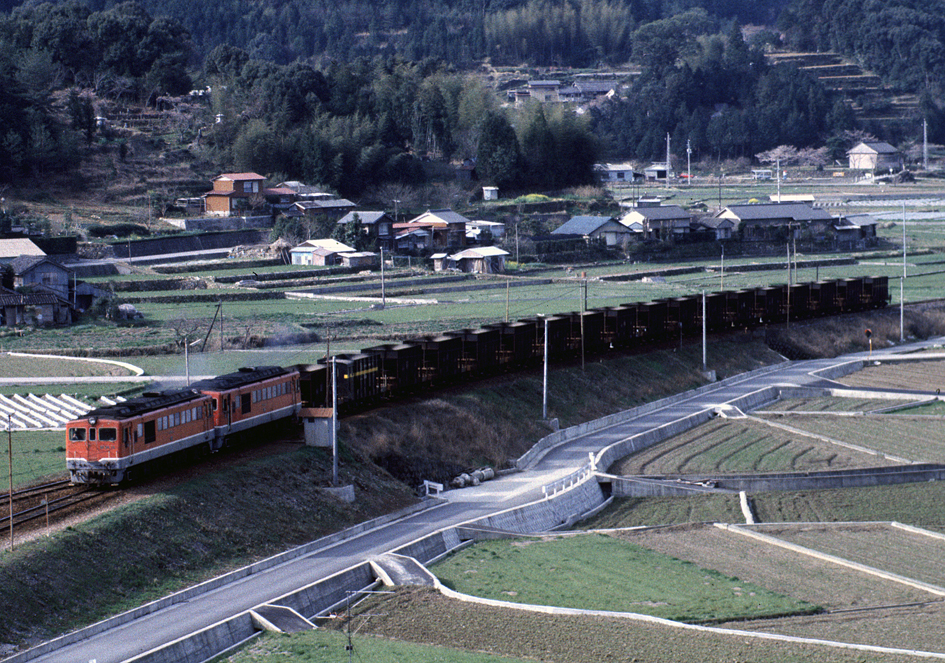
DF50 18+DF50 43牽引 石灰石運搬貨物列車 （1983年、土佐石灰工業大平山鉱山専用線）
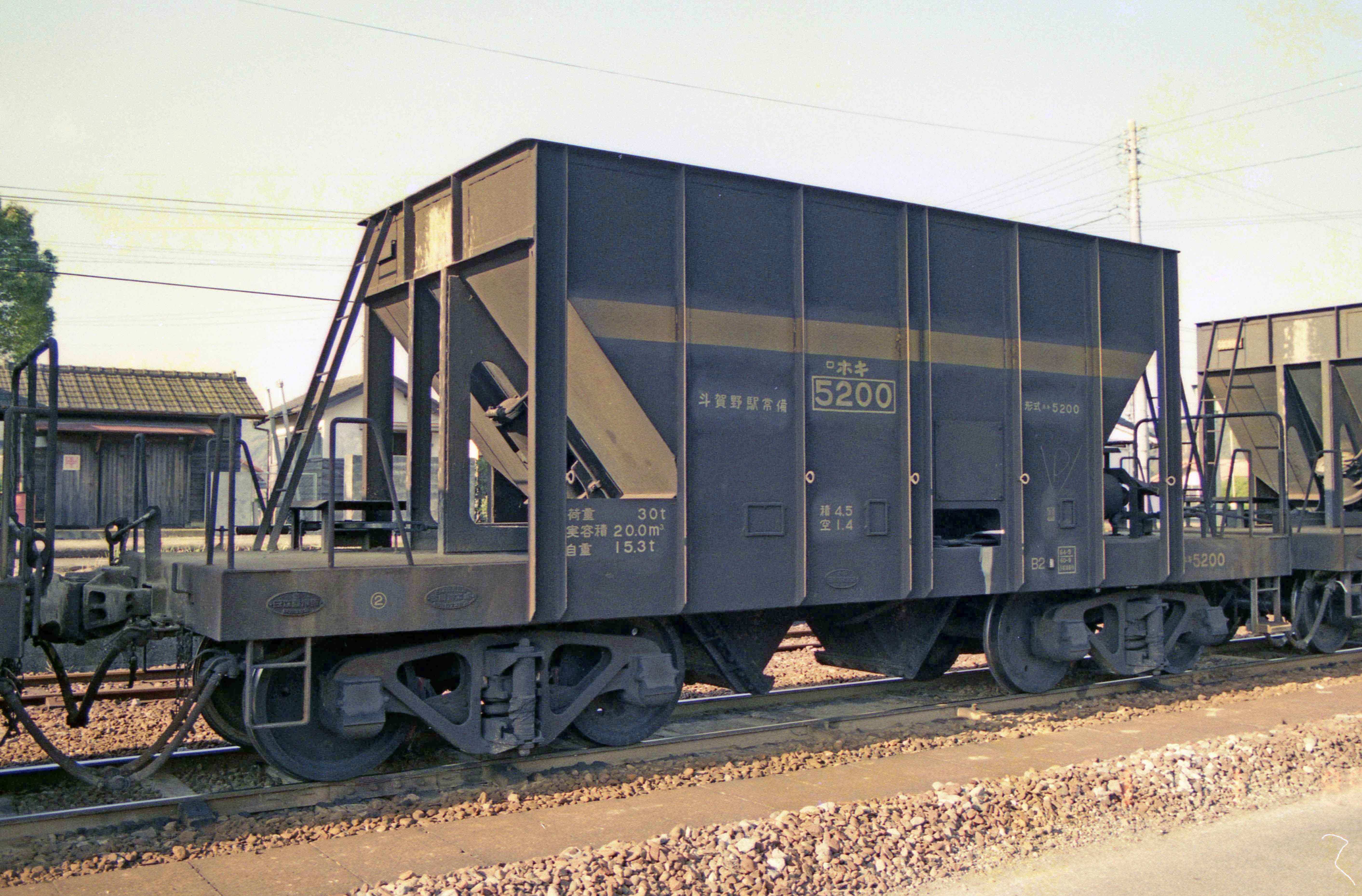
ホキ5200（1988年1月、斗賀野駅）

## 隣の駅
四国旅客鉄道（JR四国）
■土讃線
■普通
襟野々駅 (K14)  - 斗賀野駅 (K15)  - 吾桑駅 (K16)